# José Efromovich
José Efromovich (né 1955 à La Paz, Bolivie) est un homme d'affaires brésilien d'origine polonaise.

## Biographie
Il est président de la compagnie aérienne Avianca Brazil et membre du conseil d'administration de la société holding Avianca Holdings. José Efromovich est partenaire de son frère Germán Efromovich dans le holding brésilien Synergy Group, et sa filiale Synergy Aerospace Corp., basée a Bogota, qui est propriétaire de plusieurs compagnies aériennes d'Amérique du Sud.